# بارگیزباش
بارگیزباش (انگلیسی: Bargyzbash) یک شهرک در شهرستان دیورتیورلینسکی در استان باشقیرستان کشور روسیه است.